# Pristimantis incertus
Pristimantis incertus es una especie de anfibio anuro de la familia Craugastoridae.

## Distribución
Esta especie es endémica del estado de Vargas en Venezuela. Habita en los alrededores de La Guaira a unos 500 m de altitud en la Cordillera de la Costa.

## Publicación original
- Lutz, 1927 : Notas sobre batrachios da Venezuela e da Ilhade Trinidad. Memorias do Instituto Oswaldo Cruz, vol. 20, p. 35-65[5]